# 活的宪法
活的宪法（英語：Living Constitution）是有关宪法的一种主张，这一主张认为美国宪法和其他宪法具有动态含义，即使宪法本身没有正式修改，其内含也应顺应新形势而做出调整和演变。宪法应随着社会的需要而发展并为政府治理提供更为灵活的工具。该主张与解释宪法时应顾及当今社会的观点有关。与之相对的主张是原典主义。